# Charaxes brunneus
Charaxes brunneus är en fjärilsart som beskrevs av Carpenter 1935. Charaxes brunneus ingår i släktet Charaxes och familjen praktfjärilar. Inga underarter finns listade i Catalogue of Life.